# Maskivți, Barîșivka
Maskivți (în ucraineană Масківці) este o comună în raionul Barîșivka, regiunea Kiev, Ucraina, formată numai din satul de reședință.

## Demografie
Componența lingvistică a comunei Maskivți
     Ucraineană (98,38%)
     Rusă (1,62%)
Conform recensământului din 2001, majoritatea populației comunei Maskivți era vorbitoare de ucraineană (98,38%), existând în minoritate și vorbitori de rusă (1,62%).